# Jean-Baptiste Picquenard
Jean-Baptiste Picquenard, né à Paris en 1771 et mort le 20 décembre 1826, est un journaliste et écrivain français. Il est notamment l'auteur d'Adonis, ou le Bon Nègre (1798) qui a connu un certain succès dans les années suivant sa publication, comme en témoignent ses rééditions en 1817 et 1836, et qui a inspiré en partie le premier roman de Victor Hugo, Bug-Jargal.

## Biographie
Il est le fils de Jean-Baptiste Picquenard et de Gabrielle Anne Quesnel. Il embarque au Havre vers l'âge de quinze ans avec ses parents pour Port-au-Prince, à Saint-Domingue.
Rentré en France en 1794 (voir Bongie, xxiii-xxxi), il rédige des articles dans Le Pacificateur créé par Guglielmo Francesco Galletti.

## Œuvres
- 1798 : Adonis, ou le Bon Nègre. Anecdote coloniale, Paris, an VI, Didot Jeune ;
- 1800 : Zoflora, ou la Bonne Négresse. Anecdote coloniale, Paris, an VIII, Didot Jeune ;
- 1807 : Montbars l'exterminateur, ou le dernier chef des flibustiers. Anecdote du Nouveau Monde Tome 1 [lire en ligne], Tome 2 [lire en ligne] et Tome 3 [lire en ligne];
- 1815 : Campagnes de l'abbé Poulet en Espagne pendant les années 1809, 1810 et 1811, Paris, Galland ; lire en ligne sur Gallica
- 1825 : Victoires et conquêtes des Grecs modernes, depuis leurs premières hostilités contre les Turcs jusqu'à la fin de l'année 1824.